# Continental Automotive Serbia
Continental Automotive Serbia (транскр.  Континентал aутомотив) је компанија из Новог Сада која се бави развијањем комплетних решења за ауто-индустрију, за путничке аутомобиле и комерцијална возила. Предузеће је у комплетном власништву Continental Automotive Holding. Компанија је у 2023 години запослила 1000 инжињера.

## Пословне јединице
У оквиру Continental Automotive Serbia, послује више јединице:

#### Истраживачко-развојни центар уНовом Саду
Развојни центар, отворен 2017. године, запошљава велики број инжињера који раде на развоју командних табли, радара, камера, контролних јединице за даљинско праћење положаја и параметара возила, приступним система заснованим на приступу возилима путем паметних телефона или даљинског откључавања, контролнин колима за контролу електричних система у возилу, мобилним апликацијама као и другим пројекатима везаних за аутомобилску индустрију.

#### Континентал фабрика
Фабрика која се налази у Радној зони север IV, у оквиру које се налазе два велика постројења, производи различите врсте корисничког интерфејса за аутомобилску индустрију. Неки од производа ове фабрике су инструмент табле за возила, као и системи за приказивање информација и мултимедијалног садржаја на екранима.